# パラオ地域短期大学
パラオコミュニティカレッジ（英語: Palau Community College、略称：PCC）とは、パラオにある二年制大学であり、同国唯一の高等教育機関である。

## 概要
WASC（米国西部地域私立学校大学協会）公認で入学出来る短期大学である。卒業の際には短期大学士の資格を取る事ができ、刑事学、リベラル・アーツ、看護学、農学、経営学を専攻する事ができる。パラオの義務教育は小学校と高等学校の計12年間であるが、パラオ高校を卒業した生徒の多くがパラオコミュニティカレッジに進学する。日本語の授業が開講されている。

## 歴史

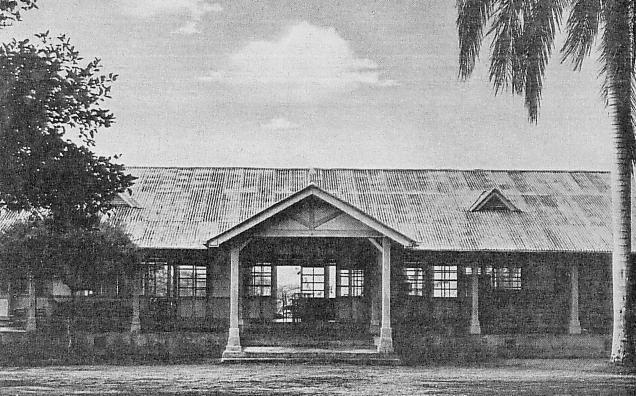
かつての木工徒弟養成所

パラオコミュニティカレッジは、マーシャル諸島短期大学、ミクロネシア連邦短期大学と共に、ミクロネシア地域で公有地供与を受けている大学である。パラオコミュニティカレッジの前身は日本統治時代の1927年に南洋庁が現地住民向けに設置された高等職業学校の「木工徒弟養成所」である。
1980年、アメリカ合衆国連邦議会はミクロネシア地域短期大学を太平洋諸島信託統治領公有地供与大学として指定した。その後、この大学を含む先述の三大学にその指定は拡張された。そして1993年3月19日、パラオ高等教育法はこの大学を政府管轄の独立した大学にした。これ以前は、この大学は職業学校として知られていたが、同年4月2日、公式にコミュニティ・カレッジとなった。

## プログラム
- Agricultural Science (AG)
- Air Conditioning & Refrigeration (AC)
- Automotive Mechanics Technology (AM)
- Business Accounting (BA)
- Business Administration (BU)
- Criminal Justice (CJ)
- Community and Public Health (CPH)
- Construction Technology (CT)
- Education (ED)
- Electrical Technology (ET)
- Environmental /Marine Science (ES)
- General Electronics Technology (GE)
- Information Technology (IT)
- Library and Information Services (LS)
- Nursing Program (NU)
- Office Administration (OA)
- Palauan Studies (PW)
- Small Engine and Outboard Marine Technology (SE)
- Tourism and Hospitality Program (TH)
- Liberal Arts Program (LA)
- STEM Disciplines (SD)

## 対外関係
- ブリガム・ヤング大学ハワイ校（英語版）
- シャミナード大学
- カレッジ・オブ・ミクロネシア（ミクロネシア連邦）（英語版）
- 東オレゴン大学
- グランドバレー州立大学（英語版）
- ハワイ・パシフィック大学
- National University (California)（英語）
- オクシデンタル大学
- パシフィックアイランズ大学（英語版）
- サンディエゴ州立大学
- グアム大学
- ハワイ大学ヒロ校
- ハワイ大学ウエストオアフ校
- ウェスタン・ガバナーズ大学（英語版）
- 西オレゴン大学

## 日本における協定校
- 早稲田大学
- 琉球大学（沖縄県中頭郡西原町）[5]
- 学校法人日本航空学園